# Lobming (Gemeinde Voitsberg)
Lobming ist ein Ort im Köflach-Voitsberger Becken in der Steiermark wie auch Katastralgemeinde der Stadtgemeinde Voitsberg im Bezirk Voitsberg. Sie war von 1850 bis zum 1. Januar 1968 eine eigenständige politische Gemeinde.

## Ortsname und  Geografie
Der Name Lobming leitet sich vermutlich von einem slawischen Flurnamen, wie möglicherweise dem altslawischen lomi für Windwurf oder Steinbruch oder dem slawischen lom für einen (Gelände)Abbruch ab. Bei dem Ort selbst handelt es sich um ein hochmittelalterliches Rodungsgebiet mit Einzelhöfen und Einödfluren. Sie liegt östlich von Voitsberg, am linken Ufer der Kainach.

### Klima
|                        | Jan  | Feb  | Mär  | Apr  | Mai  | Jun  | Jul  | Aug  | Sep  | Okt  | Nov  | Dez  |   |      |
| Mittl. Temperatur (°C) | −2,1 | −0,4 | 3,7  | 8,6  | 14,0 | 17,2 | 19,0 | 18,1 | 13,7 | 8,8  | 2,9  | −1,0 | ⌀ | 8,6  |
| Mittl. Tagesmax. (°C)  | 3,4  | 6,0  | 10,7 | 15,5 | 20,5 | 23,4 | 25,5 | 24,8 | 20,3 | 14,9 | 8,1  | 3,5  | ⌀ | 14,8 |
| Mittl. Tagesmin. (°C)  | −5,8 | −4,6 | −1,1 | 2,8  | 7,7  | 11,1 | 12,9 | 12,6 | 8,9  | 4,8  | −0,4 | −4,1 | ⌀ | 3,8  |
|                        |      |      |      |      |      |      |      |      |      |      |      |      |   |      |
| Niederschlag (mm)      | 26   | 35   | 49   | 59   | 90   | 123  | 128  | 124  | 94   | 79   | 59   | 46   | Σ | 912  |
|                        |      |      |      |      |      |      |      |      |      |      |      |      |   |      |
| Luftfeuchtigkeit (%)   | 72,6 | 62,8 | 59,2 | 56,9 | 58,7 | 60,9 | 60,2 | 61,5 | 64,3 | 69,3 | 74,2 | 79,2 | ⌀ | 65   |

| −5,8 |

| −4,6 |

| −1,1 |

| 2,8 |

| 7,7 |

| 11,1 |

| 12,9 |

| 12,6 |

| 8,9 |

| 4,8 |

| −0,4 |

| −4,1 |

| −5,8 |

| −4,6 |

| −1,1 |

| 2,8 |

| 7,7 |

| 11,1 |

| 12,9 |

| 12,6 |

| 8,9 |

| 4,8 |

| −0,4 |

| −4,1 |

## Geschichte
Archäologische Funde aus der Urnenfelderzeit lassen auf eine Besiedlung zu jener Zeit schließen. Weiters gibt es Funde wie Römersteine und heute nicht mehr erhaltene Hügelgräber aus der Römerzeit. Erstmals urkundlich wird die Ortschaft im Jahr 1207 als Lobnich erwähnt. Weitere Erwähnungen stammen aus den Jahren 1318 als Lobnikh proper Voitsperch, 1369 als in dem Lobnig und 1425 als in dem Lobming. Im Mittelalter gehörte Lobming zum Gebiet der Burg Krems und im heutigen Ortsgebiet befand sich der Galgenplatz der Landesgerichts von Voitsberg. In den Jahren 1435 und 1445, sowie später auch im 17. und 18. Jahrhundert wird eine Bruderschaft bei der Kirche Heiligen Statt genannt. Bis 1848 wohnten in Lobming unter anderem Untertanen der Grundherrschaften Greißenegg,  Krems und Ligist, wobei im Jahr 1616 ein eigenes Amt Lobming erwähnt wird. Ab 1770 gehörte Lobming zum Werbbezirk des Schlosses Greißenegg.
Im Jahr 1850 erfolgte die Konstituierung als „freie Ortsgemeinde Lobming“, welche 1949 mit der Gemeinde Thallein zur Gemeinde Lobming vereinigt wurde. Diese hatte bis zur Eingemeindung in die Stadtgemeinde Voitsberg am 1. Jänner 1968 Bestand.

| - Josef Stehring (1868) - Johann Riedl(er) ? (1872) - Franz Fromm (Spät. 1883–1890) - Peter Hösel (1891–1894) - Josef Weixler (1895–1898) - Georg Frohmann (1898–1917) - Alois Amreich (1917–1919) - Hermann Stitz (1919- mind. 1926) - Karl Kraindl (1929–1938) - August Pressler (1938–1945) - Josef Radkohl (Nov. 1945–1967) |

Im Jahr 1868 gehörte Lobming zum Sanitätsrayon Voitsberg und die medizinische Versorgung erfolgte von Voitsberg aus. Bei der 1902 erfolgten Gründung des Vorschusskassenvereins Tregist beteiligten sich auch Bewohner von Lobming. Am 7. August 1926 wurde ein Kriegerdenkmal bei der neu renovierten Koglerkapelle enthüllt. Im Jahr 1930 bekam Lobming eine Busverbindung nach Graz und Pack.
In der Nacht vom 25. auf dem 26. Juli 1935 wurde bei der Dorfkapelle von Lobming ein Eichenlaubkranz niedergelegt, um an den im Jahr zuvor gescheiterten Juliputsch zu erinnern. Im Mai 1936 gab es eine eigene Ortsgruppe der Vaterländischen Front Voitsberg. Im Juli 1938 wurde ein Einwohner verdächtigt der Leiter der vermeintlichen kommunistischen Zelle in der Zellulosefabrik in Krems zu sein. Im August 1941 wurden zwei Bergleute als Kommunisten verhaftet und an die Gestapo in Graz übergeben. Bei einer im Juni 1944 von der Hitlerjugend und mehreren Schulkindern durchgeführten Suchaktion in den Gemeinden Lobming und Tregist wurden insgesamt 2036 Flugschriften eingesammelt. Im Juli 1944 befand sich bei einem Bauernhof ein Kriegsgefangenenlager für Engländer. Bei Bombenabwürfen von vier Kampfflugzeugen der Alliierten am 3. Januar 1945 wurden mehrere Gebäude schwer beschädigt und einige Personen verletzt. Im Juni 1945 kam es zu Plünderungen durch Soldaten der Roten Armee.
Von ehemaligen Soldaten wurde nach dem Zweiten Weltkrieg die Heimkehrervereinigung Lobming gegründet. Diese enthüllte am 3. Mai 1953 eine, an der Koglerkapelle angebrachte Heldengedenktafel. Im Jahr 1949 wurde das Gemeindegebiet von Lobming mit dem von Thallein zusammengelegt. Durch ein Hochwasser, entstanden am 29. September 1953 schwere Schäden an landwirtschaftlichen Nutzflächen sowie an der Bahnstrecke der Köflacherbahn. Am 26. Juni 1964 bekam Lobming ein eigenes, von Dr. Reiner Puschnig entworfenes Wappen verliehen. Am 1. Jänner 1968 wurde Lobming in die Stadtgemeinde Voitsberg eingemeindet.
Im Jahr 1981 kam es zu einem Ausbau des örtlichen Telefonnetzes. Im Jahr 2005 wurde die Wassergenossenschaft Lobming-Aichegg gegründet.

## Wappen
Die Verleihung des von Dr. Reiner Puschnig entworfenen Gemeindewappens erfolgte mit Wirkung vom 1. August 1964. Die Beschreibung des Wappens lautet: In einem blauen Schild mit geflutetem, wasserfarbenem Schildfuß in Silber auf einem Dreiberg eine gezinnte Burg mit einem in der Mitte stehenden dreizinnigen, schlanken Bergfried. Es zeigt damit in stilisierten Form den von der Kainach umspülten Burgberg, mit der Ruine der Burg Krems und dem markanten Bergfried.

## Bauwerke

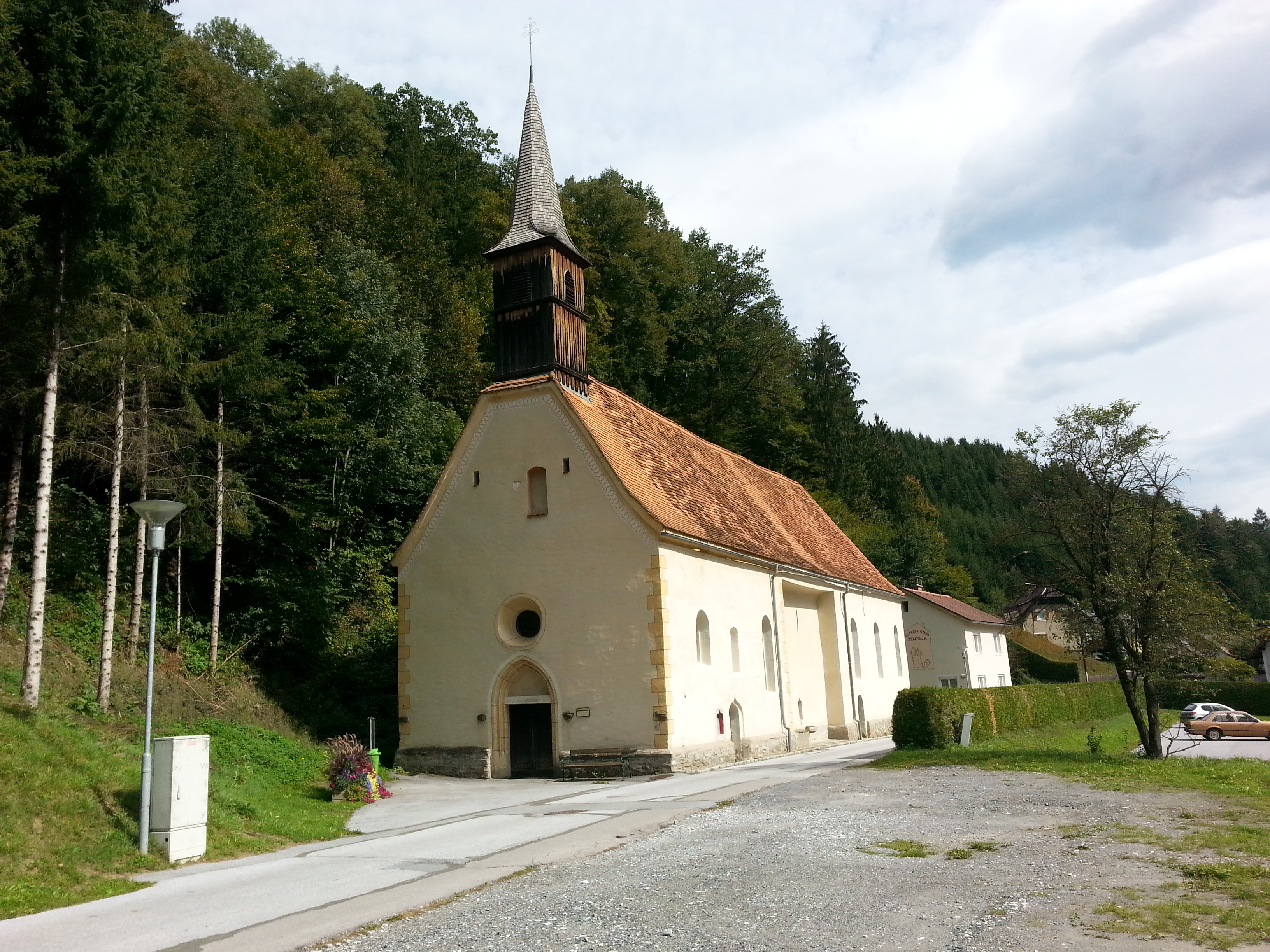
Die Heiligenblutkirche

Zu den sehenswertesten Bauwerken in Lobming gehört die Heiligenblutkirche mit einer in der Nähe befindlichen Pestsäule aus dem 16. Jahrhundert sowie das um 1530 errichtete und 1976 erneuerte Ziegelwastl-Kreuz in der Barbarastraße. Außerdem gibt es bei der Firma Holz-Her einen von Franz Weiss gestalteten Tabernakelbildstock. Von der Koglerkapelle aus, welche auch als Kriegerdenkmal dient, pilgern die Voitsberger jedes Jahr am 2. September nach Maria Straßengel.